# スノホミッシュ郡 (ワシントン州)
スノホミッシュ郡（英: Snohomish County、[snoʊˈhoʊmɪʃ]）は、アメリカ合衆国ワシントン州のピュージェット湾東岸に位置する郡である。シアトル都市圏に含まれる。人口は82万7957人（2020年）で、州内ではキング郡とピアース郡に続いて第3位である。2000年国勢調査時の人口60万6024人から急速に増加した。郡庁所在地はエバレットであり、郡内では人口最大の都市である。郡名はスノホミッシュ族インディアンから採られた。
スノホミッシュ郡は1861年1月14日にアイランド郡から分離設立された。

## 地理

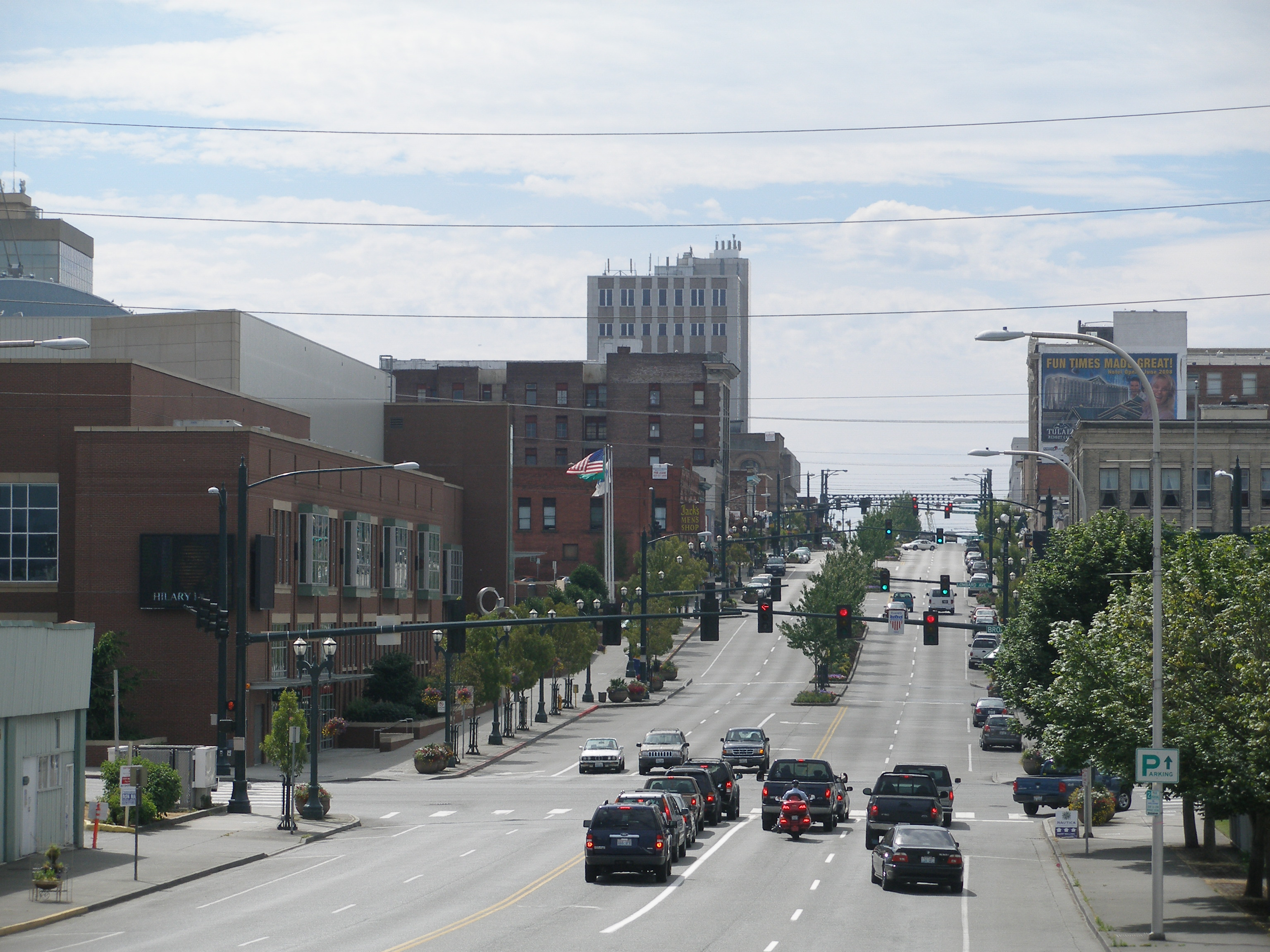
エバレット市中心街ヒューイット・アベニュー

アメリカ合衆国国勢調査局に拠れば、郡域全面積は2,196平方マイル (5,689 km2)であり、このうち陸地は2,089平方マイル (5,411 km2)、水域は107平方マイル (278 km2)で水域率は4.89%である。郡内の最高地点は火山のグレイシア峰であり、標高は10,541 フィート (3,213 m) である。
スノホミッシュ郡は西側をピュージェット湾に接しており、北西隅のスタンウッド市の近くだけはアイランド郡に入るカメイノ島との間にデイビス湿地がある。東の境界はカスケード山脈北部の稜線である。332番通り北西・北東にあるスカジット郡との北側境界から、244番通り南西・南東にあるキング郡との南側境界まで36マイル (57.6 km) であり、その間に1マイルあたり16ブロックとなる通りが格子状に引かれている。

### 国立保護地域
- ベーカー山国立の森（部分）
- スノクァルミー国立の森（部分）

これら2つの森はベーカー山・スノクァルミー国立の森として管理されているが、郡内には当初の森の一部がそれぞれ入っている。

### 特徴的な地形
山
- カスケード山脈
- グレイシア峰、郡内の最高地点
- ピルチャック山
- スリーフィンガーズ
- ホワイトホース山

河川
- スカイコミッシュ川
- スノホミッシュ川
- スノクァルミー川
- スティラガミッシュ川

水域
- グッドウィン湖
- スティーブンス湖
- スーザン港
- ガードナー港
- ピュージェット湾
- シルバー湖
- スパダ湖
- チュアリップ湾
- マーサ湖
- ボスワース湖
- ロージガー湖
- カバノー湖

島
- イーベイ島
- ゲドニー島またはハット島
- スペンサー島

隣接する郡
- スカジット郡 - 北
- シェラン郡 - 東
- キング郡 - 南
- アイランド郡 - 西

## 交通

### 道路
郡内には他の郡や地域とを繋ぐ主要幹線道路が5本ある。南北に通るのは州間高速道路5号線、同405号線、ワシントン州道9号線、同99号線の4本であり、東西方向はアメリカ国道2号線である。
州間高速道路とアメリカ国道
- 州間高速道路5号線
- 州間高速道路405号線
- アメリカ国道2号線

ワシントン州道
| - ワシントン州道9号線 - ワシントン州道92号線 - ワシントン州道96号線 - ワシントン州道99号線 - ワシントン州道104号線 - ワシントン州道203号線 - ワシントン州道204号線 - ワシントン州道522号線 - ワシントン州道524号線 | - ワシントン州道525号線 - ワシントン州道526号線 - ワシントン州道527号線 - ワシントン州道528号線 - ワシントン州道529号線 - ワシントン州道530号線 - ワシントン州道531号線 - ワシントン州道532号線 |

旧州道
| - 旧州道1号線 | - 旧州道15号線 |

### バスと鉄道
スノホミッシュ郡ではコミュニティトランジット、エバレットトランジット（エバレット市内のみ）およびサウンドトランジットの3社で多くのバス路線が運行されている。エバレット市内のアムトラック駅からは「エンパイア・ビルダー」列車（シカゴ行き）、「カスケーズ」線（カナダのブリティッシュコロンビア州バンクーバー、エドモンズ、シアトル行き）が利用でき、サウンドトランジットの「サウンダー」線はシアトルとを結び、そこからタコマに行くサウス線に接続している。
コミュニティトランジットはエバレット駅から州道99号線に沿ったキング郡ショアラインのオーロラビレッジまで「スウィフト」と呼ばれるバス・ラピッド・トランジットを運行している。またリンウッドまで、最終的にはエバレット駅までライトレール線を延伸する計画がある。この線はノースリンクと呼ばれることになる。

### 航空とフェリー
郡内には公式空港1つと市民空港2つがある。またワシントン州フェリーが運航する2つのフェリー航路も利用できる。
公式空港はペイン・フィールド空港、別名スノホミッシュ郡空港である。スノホミッシュ市のハーベイ飛行場のような小さな空港もある。市民空港はアーリントンとダーリントンの2つである。またレイクスティーブンスとグラナイトフォールズには私営空港もある。マーサレイクのマーサレイク空港も私営空港だったが2000年に閉鎖された。
ペイン・フィールド空港にはボーイング・エバレット工場が隣接している。また資産家のポール・アレンがフライング・ヘリテージ・コレクションを運営している。
ワシントン州フェリーが運航する2つのフェリー航路は他の郡とを繋ぐものである。1つはエドモンズ・キングストン航路であり、ワシントン州道104号線に繋がっている。州道104号線はキトサップ半島の西、アメリカ国道101号線の西側でフッド運河をフッド運河橋（浮橋）で越えた後で終端となる。州道104号線の東側はキング郡とスノホミッシュ郡の郡境、州間高速道路5号線が終端となる。2つ目の航路はムキルテオ・クリントン（アイランド郡）航路であり、州道525号線を繋いでいる。州道525号線の西側はウィドビー島の州道20号線、アメリカ国道101号線に向かう別のフェリー航路に行くところが終端になっている。東側は州間高速道路5号線とのインターチェンジが終端であり、州間高速道路405号線に繋がる。

## 教育

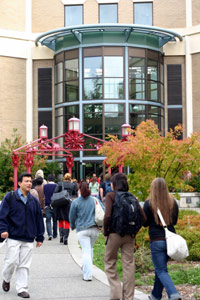
エドモンズ・コミュニティ・カレッジと中央ワシントン大学が共有するスノクァルミー・ホール（2007年）

スノホミッシュ郡には4年制の高等教育機関が無い。これは国内のこのように人口の多い郡では珍しいことである。
エバレット・コミュニティ・カレッジとエドモンズ・コミュニティ・カレッジは学術的移行学位教育、職業訓練および基礎教育を行っている。学生数は合わせて4万人以上である。郡内高校卒業生の約40%がこれらカレッジに入学している。
エバレット・コミュニティ・カレッジは北ピュージェット湾大学センターの法的に指定された先導校であり、そこから西ワシントン大学、ワシントン州立大学、中央ワシントン大学、東ワシントン大学、エバーグリーン州立カレッジ、ホープ国際大学およびワシントン大学ボセル校を通じて25の学士号および修士号を取得できる。
エドモンズ・コミュニティ・カレッジと中央ワシントン大学は1975年以降協業して郡内の高等教育を担当している。エドモンズ・コミュニティ・カレッジのオンラインであるいは通学で2年間の学位を取得した後、カレッジのキャンパス内にある中央ワシントン大学と共有のスノクァルミー・ホールで学士号を取得するための教育を受けることができる。

## 人口動態
以下は2000年の国勢調査による人口統計データである。
| 基礎データ - 人口: 606,024人 - 世帯数: 224,852 世帯 - 家族数: 157,846 家族 - 人口密度: 112人/km2（290人/mi2） - 住居数: 236,205 軒 - 住居密度: 44軒/km2（113/mi2） 人種別人口構成 - 白人: 85.63% - アフリカン・アメリカン: 1.67%% - ネイティブ・アメリカン: 1.36% - アジア人: 5.78% - 太平洋諸島系: 0.28% - その他の人種: 1.92% - 混血: 3.36% - ヒスパニック・ラテン系: 4.72% 先祖による構成 - ドイツ系：16.2% - イギリス系：10.0% - アイルランド系：8.8% - ノルウェー系：8.4% - アメリカ人：6.6% 年齢別人口構成 - 18歳未満: 27.4% - 18-24歳: 8.5% - 25-44歳: 33.0% - 45-64歳: 22.0% - 65歳以上: 9.1% - 年齢の中央値: 35歳 - 性比（女性100人あたり男性の人口） - 総人口: 100.1 - 18歳以上: 98.2 | 世帯と家族（対世帯数） - 18歳未満の子供がいる: 37.3% - 結婚・同居している夫婦: 56.0% - 未婚・離婚・死別女性が世帯主: 9.8% - 非家族世帯: 29.8% - 単身世帯: 22.6% - 65歳以上の老人1人暮らし: 6.5% - 平均構成人数 - 世帯: 2.65人 - 家族: 3.13人 収入と家計 - 収入の中央値 - 世帯: 53,060米ドル - 家族: 60,726米ドル - 性別 - 男性: 43,293米ドル - 女性: 31,386米ドル - 人口1人あたり収入: 23,417米ドル - 貧困線以下 - 対人口: 6.9% - 対家族数: 4.9% - 18歳未満: 7.6% - 65歳以上: 7.8% |

## 主な自治体
- アルダーウッドマナー
- アーリントン
- アーリントンハイツ
- ボセル（部分）
- ブライア
- カサン
- カスカート
- ダーリントン
- エコーレイク
- エドモンズ
- エスペランス
- エバレット（郡庁所在地）
- ゴールドバー
- グラナイトフォールズ
- インデックス
- ジョンサムレイク
- ジョーダンロード・キャニオンレイク
- レイクボスワース
- レイクグッドウィン
- レイクケッチャム

- レイクロージガー
- レイクスティーブンス
- ロックスロイ
- リンウッド
- マキアス
- モルトビー
- マーサレイク
- メアリーズビル
- メイクリーク
- ミルクリーク
- モンロー
- マウントレイクテラス
- ムキルテオ
- ノースクリーク
- ノースメアリーズビル
- ノーススタンウッド
- ノースサルタン
- ノースウェストスノホミッシュ
- オソ
- ペインフィールド・レイクスティックニー

- ピクニックポイント・ノースリンウッド
- プリーストポイント
- シアトルヒル・シルバーファーズ
- シェイカーチャーチ
- シルバナ
- スノホミッシュ
- スタンウッド
- スタートアップ
- スティムソンクロッシング
- サルタン
- スリーレイクス
- チュラリップベイ
- バーロット
- ウォームビーチ
- ウェラップレイク
- ウェストレイクスティーブンス
- ウッズレイク
- ウッドウェイ

## その他の町
- ブライアント
- クリアビュー
- イーストモント
- エルジャーベイ
- フォーブスヒル

- ケナードコーナー
- ラリマーズコーナー
- パインハースト

- クィーンズボロ
- シアトルハイツ
- トラフトン

## 歴史

### 郡名の由来
郡名は地域にいたインディアン部族の名前である。「低い土地の人々」という意味を当てる者もいる。

### 主要な歴史的事項
スノホミッシュ郡は1861年1月14日にアイランド郡から分離設立された。
1861年には郡庁所在地がスノホミッシュ市に置かれていた。1895年に論争の末に住民投票によってエバレット市に郡庁が移された。
郡の最初の国勢調査は1862年に保安官セイラム・A・ウッズが行った。
郡内初期開拓者にはスノホミッシュのE・F・キャディ、E・C・ファーガソンおよびアイザック・カスカートがいた。

## 法と政治

### 郡行政府

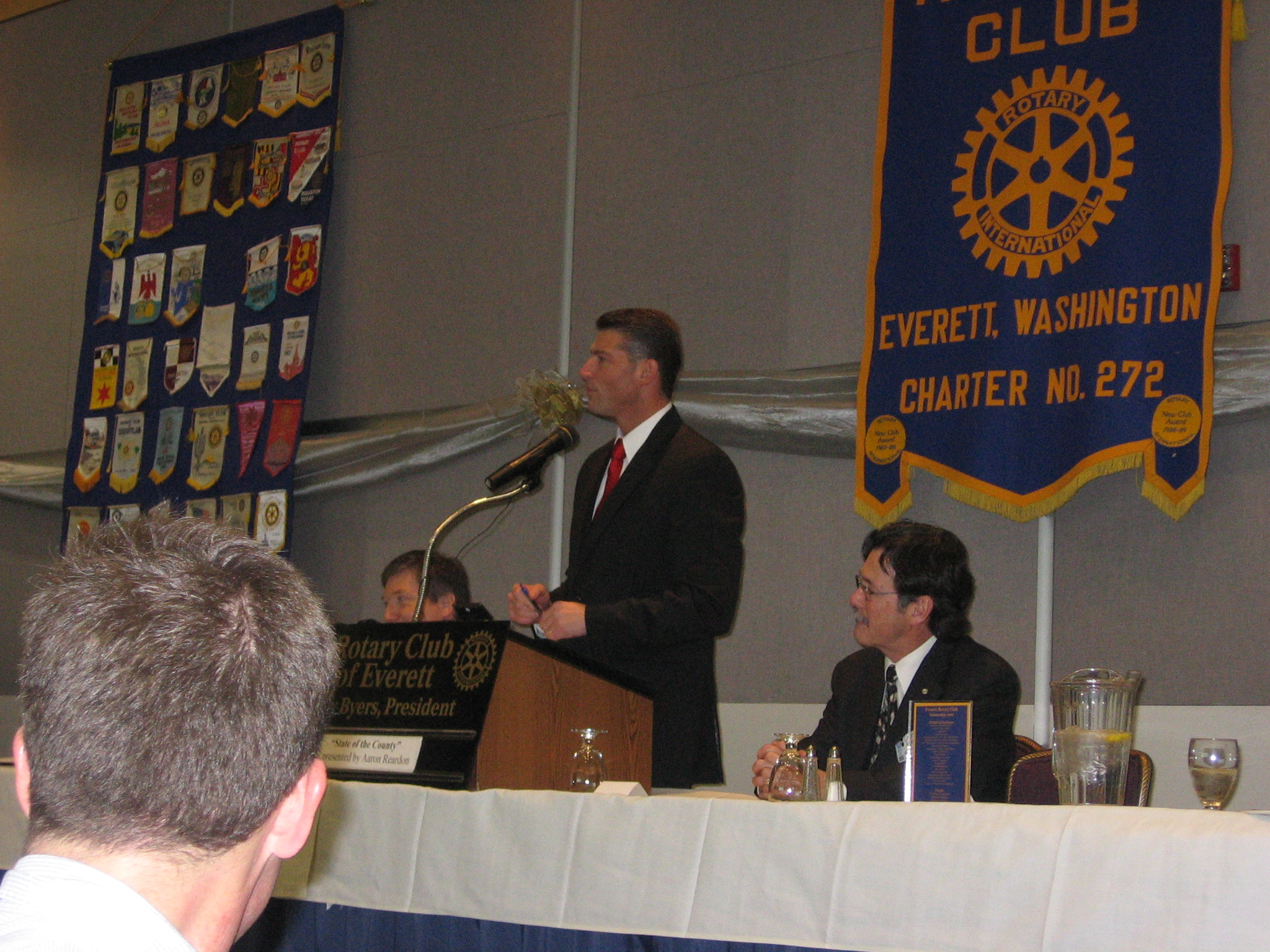
郡行政官アーロン・リアドン

現職郡行政官アーロン・リアドンは民主党員であり、元州議会下院議員だった。
郡行政官職は1979年に認可された。初代行政官は保守派民主党のウィリス・タッカーであり、1980年から1991年まで務めた。その後継は民主党のボブ・ドレウェルであり、1991年から2002年まで務めた。

### 郡政委員会
郡政委員会は5つの選挙区から選ばれた5人の委員で構成されている。

### 教育機関のリンク
- Edmonds Community College
- Everett Community College
- Central Washington University-Lynnwood

座標: 北緯48度02分 西経121度43分 / 北緯48.04度 西経121.71度